# 2020-as női kézilabda-Európa-bajnokság
A 2020-as női kézilabda-Európa-bajnokságot december 3. és december 20. között rendezték meg Dániában. A mérkőzéseknek Herning és Kolding adott otthont. A csoportkör találkozóit eredetileg Herningben, Frederikshavnban és Trondheimben, a középdöntős mérkőzéseket Herningben és Stavangerben, a helyosztókat és a döntőt pedig Oslóban rendezték volna meg. 2020 szeptemberében a norvég szövetség bejelentette, hogy koronavírus-járvány miatt a Norvégiában rendezendő mérkőzéseknek kizárólag Trondheim ad otthont. A dán kormány döntése alapján a dániai mérkőzéseken legfeljebb 500 néző lehetett jelen.
Végül 2020. november 16-án a norvég szövetség bejelentette, hogy az ország visszalép a társrendezői szerepkörtől, tekintettel a kialakult egészségügyi helyzetre. November 23-án az Európai Kézilabda-szövetség bejelentette, hogy Dánia egyedül rendezi meg a tornát, amelynek Herning mellett Kolding ad otthont, külön, a kontinenstornára kialakított járvány elleni védekezési protokoll mellett.
A tornát Norvégia nyerte, története során 8. alkalommal, miután a döntőben 22–20-ra legyőzte Franciaországot. A bronzérmes a kontinenstorna meglepetéscsapata, Horvátország lett, amely első érmét szerezte az Európa-bajnokságok történetében.

## Helyszínek
2020. szeptember 9-én a Norvég Kézilabda-szövetség bejelentette, hogy az összes mérkőzést Trondheimben rendezik meg. Novemberben a Dán Kézilabda-szövetség nyilatkozatot tett, miszerint a torna összes találkozóját Herning városában bonyolítják le. Végül a Norvég Kézilabda-szövetség november 16-án a nemzetközi koronavírus-járványra és az országban uralkodó egészségügyi helyzet következtében lemondott a rendezési jogról. A Dán Kézilabda-szövetség november 23-ai döntése értelmében Herning mellett még Koldingban rendezték meg a kontinenstorna mérkőzéseit.
| Herning                 | Herning                 | Frederikshavn          | Frederikshavn          | Stavanger              | Stavanger              |
| ----------------------- | ----------------------- | ---------------------- | ---------------------- | ---------------------- | ---------------------- |
| Jyske Bank Boxen        | Jyske Bank Boxen        | Aréna Nord             | Aréna Nord             | Stavanger Idrettshall  | Stavanger Idrettshall  |
| Befogadóképesség: 15000 | Befogadóképesség: 15000 | Befogadóképesség: 2800 | Befogadóképesség: 2800 | Befogadóképesség: 7000 | Befogadóképesség: 7000 |
|                         |                         |                        |                        |                        |                        |
| Oslo                    | Oslo                    | Trondheim              | Trondheim              | Kolding                | Kolding                |
| Telenor Aréna           | Telenor Aréna           | Trondheim Spektrum     | Trondheim Spektrum     | Sydbank Aréna          | Sydbank Aréna          |
| Befogadóképesség: 15000 | Befogadóképesség: 15000 | Befogadóképesség: 8000 | Befogadóképesség: 8000 | Befogadóképesség: 5000 | Befogadóképesség: 5000 |
|                         |                         |                        |                        |                        |                        |

## Résztvevők
2020 áprilisában az EHF végrehajtó bizottsága a koronavírus-járvány miatt a selejtezőket törölte. Az Eb mezőnyét a 2018-as Európa-bajnokság végeredménye alapján jelölték ki.
| Nemzet        | Részvételi jog   | Részvétel megszerzésének dátuma | Korábbi Eb-részvételek |
| ------------- | ---------------- | ------------------------------- | ---------------------- |
| Dánia         | Rendező          | 2014. szeptember 20.            | 13                     |
| Norvégia      | Rendező          | 2014. szeptember 20.            | 13                     |
| Franciaország | 2018-as helyezés | 2020. április 24.               | 10                     |
| Oroszország   | 2018-as helyezés | 2020. április 24.               | 13                     |
| Hollandia     | 2018-as helyezés | 2020. április 24.               | 7                      |
| Románia       | 2018-as helyezés | 2020. április 24.               | 12                     |
| Svédország    | 2018-as helyezés | 2020. április 24.               | 11                     |
| Magyarország  | 2018-as helyezés | 2020. április 24.               | 13                     |
| Montenegró    | 2018-as helyezés | 2020. április 24.               | 5                      |
| Németország   | 2018-as helyezés | 2020. április 24.               | 13                     |
| Szerbia       | 2018-as helyezés | 2020. április 24.               | 10                     |
| Spanyolország | 2018-as helyezés | 2020. április 24.               | 10                     |
| Szlovénia     | 2018-as helyezés | 2020. április 24.               | 6                      |
| Lengyelország | 2018-as helyezés | 2020. április 24.               | 6                      |
| Csehország    | 2018-as helyezés | 2020. április 24.               | 6                      |
| Horvátország  | 2018-as helyezés | 2020. április 24.               | 10                     |

### A magyar csapat
Az Elek Gábor, Danyi Gábor edzőpáros 19 fős keretet hírdette az Európa-bajnokságra. A kontinenstorna kezdetére 16 játékos volt nevezhető, a keretekben az Európa-bajnokság során három cserelehetőség volt engedélyezett, a tartalékjátékosok Janurik Kinga, Tóth Eszter és Pásztor Noémi voltak. A középdöntők előtt Lakatos Rita helyett Tóth Eszter került be a csapatba. Az első középdöntős mérkőzést követően Tóth bölcsességfoga begyulladt, így a helyét átadta Lakatosnak. Az adatok az Európa-bajnokság előtti állapotot jelzik.
| #  | Név                     | Születési dátum                  | Klub                    | Vál.* | Gólok* |
| -- | ----------------------- | -------------------------------- | ----------------------- | ----- | ------ |
| 02 | Szöllősi-Zácsik Szandra | 1990. április 22. (30 évesen)    | MTK Budapest            | 058   | 179    |
| 04 | Tóvizi Petra            | 1999. március 15. (21 évesen)    | Debreceni VSC           | 026   | 034    |
| 06 | Schatzl Nadine          | 1993. november 19. (27 évesen)   | FTC-Rail Cargo Hungaria | 063   | 162    |
| 08 | Kovacsics Anikó         | 1991. augusztus 29. (29 évesen)  | FTC-Rail Cargo Hungaria | 130   | 274    |
| 10 | Klujber Katrin          | 1999. április 21. (21 évesen)    | Ferencvárosi TC         | 017   | 078    |
| 12 | Szikora Melinda         | 1988. november 19. (32 évesen)   | Siófok KC               | 06    | 0      |
| 16 | Bíró Blanka             | 1994. szeptember 22. (26 évesen) | FTC-Rail Cargo Hungaria | 073   | 01     |
| 19 | Márton Gréta            | 1999. október 3. (21 évesen)     | FTC-Rail Cargo Hungaria | 016   | 039    |
| 20 | Lakatos Rita            | 1999. július 6. (21 évesen)      | Váci NKSE               | 09    | 07     |
| 23 | Csiszár-Szekeres Klára  | 1987. december 1. (33 évesen)    | FTC-Rail Cargo Hungaria | 093   | 033    |
| 44 | Kácsor Gréta            | 2000. április 24. (20 évesen)    | Váci NKSE               | 02    | 04     |
| 45 | Háfra Noémi             | 1998. október 5. (22 évesen)     | FTC-Rail Cargo Hungaria | 043   | 113    |
| 48 | Faluvégi Dorottya       | 1998. március 31. (22 évesen)    | Győri Audi ETO          | 019   | 037    |
| 66 | Lukács Viktória         | 1995. január 31. (25 évesen)     | Győri Audi ETO          | 056   | 127    |
| 76 | Helembai Fanny          | 1996. december 26. (23 évesen)   | Váci NKSE               | 02    | 02     |
| 87 | Tomori Zsuzsanna        | 1987. június 18. (33 évesen)     | Siófok KC               | 169   | 446    |

- Szövetségi kapitány: Elek Gábor, Danyi Gábor
- Szakmai tanácsadó: Görbicz Anita

## Sorsolás
A csoportokat június 18-án sorsolták ki Bécsben. Dánia az A csoportba (Herning), Svédország a B csoportba (Frederikshavn), Hollandia a C csoportba (Trondheim), Norvégia a D csoportba (Trondheim) került automatikusan.
| 1. kalap                                            | 2. kalap                                       | 3. kalap                                             | 4. kalap                                                |
| --------------------------------------------------- | ---------------------------------------------- | ---------------------------------------------------- | ------------------------------------------------------- |
| - Franciaország - Oroszország - Hollandia - Románia | - Norvégia - Svédország - Magyarország - Dánia | - Montenegró - Németország - Szerbia - Spanyolország | - Szlovénia - Lengyelország - Csehország - Horvátország |

## Játékvezetők
A női kézilabda-Európa-bajnokságok történetében először csak női játékvezetők működnek közre a mérkőzéseken.
A meghívott játékvezetők
- Ana Vranes, Marlis Wenninger (Ausztria)
- Vesna Balvan, Tatjana Prastalo (Bosznia)
- Karina Christiansen, Line Hesseldal Hansen (Dánia)
- Charlotte Bonaventura, Julie Bonaventura (Franciaország)
- Joanna Hrisztidi, Joanna Papamattheu (Görögország)
- Jelena Mitrovics, Andjelina Kazanegra (Montenegró)
- Vania Sa, Marta Sa (Portugália)
- Cristina Nastase, Simona-Raluca Stancu (Románia)
- Viktorija Alpaidze, Tatyjana Berezkina (Oroszország)
- Vanja Antics, Jelena Jakovljevics (Szerbia)

## Csoportkör

### A csoport
| Hely. | Csapat        | M | Gy | D | V | G+ | G– | Gk  | P | Továbbjutás |
| ----- | ------------- | - | -- | - | - | -- | -- | --- | - | ----------- |
| 1.    | Franciaország | 3 | 3  | 0 | 0 | 74 | 60 | +14 | 6 | Középdöntő  |
| 2.    | Dánia (R)     | 3 | 2  | 0 | 1 | 78 | 65 | +13 | 4 | Középdöntő  |
| 3.    | Montenegró    | 3 | 1  | 0 | 2 | 68 | 77 | −9  | 2 | Középdöntő  |
| 4.    | Szlovénia     | 3 | 0  | 0 | 3 | 65 | 83 | −18 | 0 |             |

| 2020. december 4. 18:15 | Franciaország  | 24–23       | Montenegró              | Jyske Bank Boxen, Herning Játékvezetők: Sá, Sá (BRA) |
| 2020. december 4. 18:15 | négy játékos 3 | (11–12)     | Mehmedović, Radičević 5 | Jyske Bank Boxen, Herning Játékvezetők: Sá, Sá (BRA) |
| 2020. december 4. 18:15 | 1× 1×          | Jegyzőkönyv | 6×                      | Jyske Bank Boxen, Herning Játékvezetők: Sá, Sá (BRA) |

| 2020. december 4. 20:30 | Dánia    | 30–23       | Szlovénia          | Jyske Bank Boxen, Herning Játékvezetők: Antić, Jakovljević (SRB) |
| 2020. december 4. 20:30 | Nolsøe 6 | (14–12)     | Lazović, Ljepoja 5 | Jyske Bank Boxen, Herning Játékvezetők: Antić, Jakovljević (SRB) |
| 2020. december 4. 20:30 | 5× 1×    | Jegyzőkönyv | 5× 2×              | Jyske Bank Boxen, Herning Játékvezetők: Antić, Jakovljević (SRB) |

| 2020. december 6. 18:15 | Szlovénia       | 17–27       | Franciaország          | Jyske Bank Boxen, Herning Játékvezetők: Christidi, Papamattheou (GRE) |
| 2020. december 6. 18:15 | Gros, Lazović 4 | (6–12)      | Lacrabère, Nze Minko 7 | Jyske Bank Boxen, Herning Játékvezetők: Christidi, Papamattheou (GRE) |
| 2020. december 6. 18:15 | 5×              | Jegyzőkönyv | 8× 1×                  | Jyske Bank Boxen, Herning Játékvezetők: Christidi, Papamattheou (GRE) |

| 2020. december 6. 20:30 | Montenegró             | 19–28       | Dánia           | Jyske Bank Boxen, Herning Játékvezetők: Năstase, Stancu (ROU) |
| 2020. december 6. 20:30 | Radičević, Ramusović 4 | (11–13)     | három játékos 4 | Jyske Bank Boxen, Herning Játékvezetők: Năstase, Stancu (ROU) |
| 2020. december 6. 20:30 | 1× 1×                  | Jegyzőkönyv | 2×              | Jyske Bank Boxen, Herning Játékvezetők: Năstase, Stancu (ROU) |

| 2020. december 8. 18:15 | Montenegró  | 26–25       | Szlovénia | Jyske Bank Boxen, Herning Játékvezetők: Sá, Sá (POR) |
| 2020. december 8. 18:15 | Radičević 9 | (15–9)      | Gros 7    | Jyske Bank Boxen, Herning Játékvezetők: Sá, Sá (POR) |
| 2020. december 8. 18:15 | 2× 2×       | Jegyzőkönyv | 2×        | Jyske Bank Boxen, Herning Játékvezetők: Sá, Sá (POR) |

| 2020. december 8. 20:30 | Franciaország  | 23–20       | Dánia           | Jyske Bank Boxen, Herning Játékvezetők: Năstase, Stancu (ROU) |
| 2020. december 8. 20:30 | Kanor, Zaadi 5 | (12–11)     | három játékos 4 | Jyske Bank Boxen, Herning Játékvezetők: Năstase, Stancu (ROU) |
| 2020. december 8. 20:30 | 4× 1×          | Jegyzőkönyv | 2× 1×           | Jyske Bank Boxen, Herning Játékvezetők: Năstase, Stancu (ROU) |

### B csoport
| Hely. | Csapat        | M | Gy | D | V | G+ | G– | Gk  | P | Továbbjutás |
| ----- | ------------- | - | -- | - | - | -- | -- | --- | - | ----------- |
| 1.    | Oroszország   | 3 | 3  | 0 | 0 | 85 | 70 | +15 | 6 | Középdöntő  |
| 2.    | Svédország    | 3 | 1  | 1 | 1 | 76 | 76 | 0   | 3 | Középdöntő  |
| 3.    | Spanyolország | 3 | 1  | 1 | 1 | 72 | 78 | −6  | 3 | Középdöntő  |
| 4.    | Csehország    | 3 | 0  | 0 | 3 | 69 | 78 | −9  | 0 |             |

| 2020. december 3. 18:15 | Oroszország    | 31–22       | Spanyolország   | Jyske Bank Boxen, Herning Nézőszám: 500 Játékvezetők: Năstase, Stancu (ROU) |
| 2020. december 3. 18:15 | négy játékos 4 | (13–11)     | három játékos 4 | Jyske Bank Boxen, Herning Nézőszám: 500 Játékvezetők: Năstase, Stancu (ROU) |
| 2020. december 3. 18:15 | 3× 2×          | Jegyzőkönyv | 6× 1×           | Jyske Bank Boxen, Herning Nézőszám: 500 Játékvezetők: Năstase, Stancu (ROU) |

| 2020. december 3. 20:30 | Svédország | 27–24       | Csehország  | Jyske Bank Boxen, Herning Játékvezetők: Antić, Jakovljević (SRB) |
| 2020. december 3. 20:30 | Blohm 5    | (13–13)     | Jeřábková 8 | Jyske Bank Boxen, Herning Játékvezetők: Antić, Jakovljević (SRB) |
| 2020. december 3. 20:30 | 7× 4×      | Jegyzőkönyv | 1×          | Jyske Bank Boxen, Herning Játékvezetők: Antić, Jakovljević (SRB) |

| 2020. december 5. 18:15 | Csehország  | 22–24       | Oroszország    | Jyske Bank Boxen, Herning Játékvezetők: Sá, Sá (POR) |
| 2020. december 5. 18:15 | Jeřábková 6 | (13–15)     | négy játékos 3 | Jyske Bank Boxen, Herning Játékvezetők: Sá, Sá (POR) |
| 2020. december 5. 18:15 | 3× 2×       | Jegyzőkönyv | 3× 1×          | Jyske Bank Boxen, Herning Játékvezetők: Sá, Sá (POR) |

| 2020. december 5. 20:30 | Spanyolország | 23–23       | Svédország | Jyske Bank Boxen, Herning Játékvezetők: Năstase, Stancu (ROU) |
| 2020. december 5. 20:30 | Pena 6        | (13–10)     | Petrén 8   | Jyske Bank Boxen, Herning Játékvezetők: Năstase, Stancu (ROU) |
| 2020. december 5. 20:30 | 4× 2×         | Jegyzőkönyv | 5× 1×      | Jyske Bank Boxen, Herning Játékvezetők: Năstase, Stancu (ROU) |

| 2020. december 7. 18:15 | Spanyolország | 27–24       | Csehország  | Jyske Bank Boxen, Herning Játékvezetők: Antić, Jakovljević (SRB) |
| 2020. december 7. 18:15 | Martín 12     | (11–16)     | Jeřábková 8 | Jyske Bank Boxen, Herning Játékvezetők: Antić, Jakovljević (SRB) |
| 2020. december 7. 18:15 | 4× 1×         | Jegyzőkönyv | 3× 2×       | Jyske Bank Boxen, Herning Játékvezetők: Antić, Jakovljević (SRB) |

| 2020. december 7. 20:30 | Oroszország  | 30–26       | Svédország        | Jyske Bank Boxen, Herning Játékvezetők: Christidi, Papamattheou (GRE) |
| 2020. december 7. 20:30 | Dmitrijeva 6 | (15–13)     | Thorleifsdóttir 6 | Jyske Bank Boxen, Herning Játékvezetők: Christidi, Papamattheou (GRE) |
| 2020. december 7. 20:30 | 4×           | Jegyzőkönyv | 1× 4×             | Jyske Bank Boxen, Herning Játékvezetők: Christidi, Papamattheou (GRE) |

### C csoport
| Hely. | Csapat       | M | Gy | D | V | G+ | G– | Gk | P | Továbbjutás |
| ----- | ------------ | - | -- | - | - | -- | -- | -- | - | ----------- |
| 1.    | Horvátország | 3 | 3  | 0 | 0 | 76 | 71 | +5 | 6 | Középdöntő  |
| 2.    | Magyarország | 3 | 1  | 0 | 2 | 84 | 78 | +6 | 2 | Középdöntő  |
| 3.    | Hollandia    | 3 | 1  | 0 | 2 | 78 | 80 | −2 | 2 | Középdöntő  |
| 4.    | Szerbia      | 3 | 1  | 0 | 2 | 79 | 88 | −9 | 2 |             |

1. 1 2 3  Magyarország 2 pont, +8 Gk; Hollandia 2 pont, 0 Gk; Szerbia 2 pont, −8 Gk.

| 2020. december 4. 18:15 | Magyarország | 22–24       | Horvátország | Sydbank Aréna, Kolding Játékvezetők: Mitrović, Kažanegra (MNE) |
| 2020. december 4. 18:15 | Klujber 9    | (12–12)     | Mičijević 4  | Sydbank Aréna, Kolding Játékvezetők: Mitrović, Kažanegra (MNE) |
| 2020. december 4. 18:15 | 6× 1×        | Jegyzőkönyv | 3×           | Sydbank Aréna, Kolding Játékvezetők: Mitrović, Kažanegra (MNE) |

| 2020. december 5. 20:30 | Hollandia | 25–29       | Szerbia         | Sydbank Aréna, Kolding Játékvezetők: Alpajdze, Berezskina (RUS) |
| 2020. december 5. 20:30 | Snelder 5 | (15–9)      | Krpež Slezak 10 | Sydbank Aréna, Kolding Játékvezetők: Alpajdze, Berezskina (RUS) |
| 2020. december 5. 20:30 | 4× 1×     | Jegyzőkönyv | 1× 1×           | Sydbank Aréna, Kolding Játékvezetők: Alpajdze, Berezskina (RUS) |

| 2020. december 6. 16:00 | Szerbia         | 26–38       | Magyarország       | Sydbank Aréna, Kolding Játékvezetők: Bonaventura, Bonaventura (FRA) |
| 2020. december 6. 16:00 | Radosavljević 5 | (11–20)     | Szöllősi-Zácsik 10 | Sydbank Aréna, Kolding Játékvezetők: Bonaventura, Bonaventura (FRA) |
| 2020. december 6. 16:00 | 3×              | Jegyzőkönyv | 1×                 | Sydbank Aréna, Kolding Játékvezetők: Bonaventura, Bonaventura (FRA) |

| 2020. december 6. 18:15 | Horvátország | 27–25       | Hollandia         | Sydbank Aréna, Kolding Játékvezetők: Christiansen, Hansen (DEN) |
| 2020. december 6. 18:15 | L. Kalaus 9  | (13–14)     | Abbingh, Dulfer 5 | Sydbank Aréna, Kolding Játékvezetők: Christiansen, Hansen (DEN) |
| 2020. december 6. 18:15 | 4× 1×        | Jegyzőkönyv | 4× 3×             | Sydbank Aréna, Kolding Játékvezetők: Christiansen, Hansen (DEN) |

| 2020. december 8. 18:15 | Szerbia        | 24–25       | Horvátország | Sydbank Aréna, Kolding Játékvezetők: Christiansen, Hansen (DEN) |
| 2020. december 8. 18:15 | Krpež Slezak 5 | (14–14)     | Krsnik 6     | Sydbank Aréna, Kolding Játékvezetők: Christiansen, Hansen (DEN) |
| 2020. december 8. 18:15 | 3× 1×          | Jegyzőkönyv | 4× 2×        | Sydbank Aréna, Kolding Játékvezetők: Christiansen, Hansen (DEN) |

| 2020. december 8. 20:30 | Hollandia | 28–24       | Magyarország    | Sydbank Aréna, Kolding Játékvezetők: Bonaventura, Bonaventura (FRA) |
| 2020. december 8. 20:30 | Dulfer 8  | (13–15)     | három játékos 4 | Sydbank Aréna, Kolding Játékvezetők: Bonaventura, Bonaventura (FRA) |
| 2020. december 8. 20:30 | 2× 1×     | Jegyzőkönyv | 1× 1×           | Sydbank Aréna, Kolding Játékvezetők: Bonaventura, Bonaventura (FRA) |

### D csoport
| Hely. | Csapat        | M | Gy | D | V | G+  | G– | Gk  | P | Továbbjutás |
| ----- | ------------- | - | -- | - | - | --- | -- | --- | - | ----------- |
| 1.    | Norvégia      | 3 | 3  | 0 | 0 | 105 | 65 | +40 | 6 | Középdöntő  |
| 2.    | Németország   | 3 | 1  | 1 | 1 | 66  | 82 | −16 | 3 | Középdöntő  |
| 3.    | Románia       | 3 | 1  | 0 | 2 | 67  | 74 | −7  | 2 | Középdöntő  |
| 4.    | Lengyelország | 3 | 0  | 1 | 2 | 67  | 84 | −17 | 1 |             |

| 2020. december 3. 18:00 | Románia | 19–22       | Németország     | Sydbank Aréna, Kolding Játékvezetők: Bonaventura, Bonaventura (FRA) |
| 2020. december 3. 18:00 | Neagu 4 | (10–13)     | három játékos 4 | Sydbank Aréna, Kolding Játékvezetők: Bonaventura, Bonaventura (FRA) |
| 2020. december 3. 18:00 | 6× 1×   | Jegyzőkönyv | 2× 1×           | Sydbank Aréna, Kolding Játékvezetők: Bonaventura, Bonaventura (FRA) |

| 2020. december 3. 20:30 | Norvégia        | 35–22       | Lengyelország | Sydbank Aréna, Kolding Játékvezetők: Christidi, Papamattheou (GRE) |
| 2020. december 3. 20:30 | Mørk, Reistad 6 | (17–13)     | Gęga 6        | Sydbank Aréna, Kolding Játékvezetők: Christidi, Papamattheou (GRE) |
| 2020. december 3. 20:30 | 6×              | Jegyzőkönyv | 6× 3×         | Sydbank Aréna, Kolding Játékvezetők: Christidi, Papamattheou (GRE) |

| 2020. december 5. 16:00 | Lengyelország | 24–28       | Románia | Sydbank Aréna, Kolding Játékvezetők: Christiansen, Hansen (DEN) |
| 2020. december 5. 16:00 | Rosiak 7      | (15–11)     | Neagu 8 | Sydbank Aréna, Kolding Játékvezetők: Christiansen, Hansen (DEN) |
| 2020. december 5. 16:00 | 3× 1×         | Jegyzőkönyv | 2×      | Sydbank Aréna, Kolding Játékvezetők: Christiansen, Hansen (DEN) |

| 2020. december 5. 18:15 | Németország   | 23–42       | Norvégia | Sydbank Aréna, Kolding Játékvezetők: Mitrović, Kažanegra (MNE) |
| 2020. december 5. 18:15 | Bölk, Smits 4 | (14–22)     | Mørk 12  | Sydbank Aréna, Kolding Játékvezetők: Mitrović, Kažanegra (MNE) |
| 2020. december 5. 18:15 | 5×            | Jegyzőkönyv | 3× 1×    | Sydbank Aréna, Kolding Játékvezetők: Mitrović, Kažanegra (MNE) |

| 2020. december 7. 18:15 | Németország | 21–21       | Lengyelország | Sydbank Aréna, Kolding Játékvezetők: Alpajdze, Berezskina (RUS) |
| 2020. december 7. 18:15 | Zapf 4      | (9–8)       | Rosiak 4      | Sydbank Aréna, Kolding Játékvezetők: Alpajdze, Berezskina (RUS) |
| 2020. december 7. 18:15 | 6× 1×       | Jegyzőkönyv | 3× 1×         | Sydbank Aréna, Kolding Játékvezetők: Alpajdze, Berezskina (RUS) |

| 2020. december 7. 20:30 | Románia  | 20–28       | Norvégia | Sydbank Aréna, Kolding Játékvezetők: Mitrović, Kažanegra (MNE) |
| 2020. december 7. 20:30 | Ostase 6 | (13–13)     | Herrem 6 | Sydbank Aréna, Kolding Játékvezetők: Mitrović, Kažanegra (MNE) |
| 2020. december 7. 20:30 | 3×       | Jegyzőkönyv | 2×       | Sydbank Aréna, Kolding Játékvezetők: Mitrović, Kažanegra (MNE) |

## Középdöntő
A középdöntőben az A és B, valamint a C és D csoport továbbjutott csapatai újabb körmérkőzéseket játszottak, de csak azok a csapatok mérkőztek egymással, amelyek a csoportkörben nem találkoztak, azonban a csoportkörben lejátszott eredményeiket is figyelembe vették.
A középdöntőben a sorrendet a csoportkörben is alkalmazott módszer szerint állapították meg.

### 1. csoport
| Hely. | Csapat        | M | Gy | D | V | G+  | G–  | Gk  | P | Továbbjutás   |
| ----- | ------------- | - | -- | - | - | --- | --- | --- | - | ------------- |
| 1.    | Franciaország | 5 | 4  | 1 | 0 | 132 | 121 | +11 | 9 | Elődöntők     |
| 2.    | Dánia (R)     | 5 | 4  | 0 | 1 | 136 | 111 | +25 | 8 | Elődöntők     |
| 3.    | Oroszország   | 5 | 3  | 1 | 1 | 136 | 129 | +7  | 7 | Az 5. helyért |
| 4.    | Montenegró    | 5 | 1  | 1 | 3 | 122 | 127 | −5  | 3 |               |
| 5.    | Spanyolország | 5 | 0  | 2 | 3 | 120 | 140 | −20 | 2 |               |
| 6.    | Svédország    | 5 | 0  | 1 | 4 | 121 | 139 | −18 | 1 |               |

| 2020. december 10. 18:15 | Montenegró   | 23–24       | Oroszország     | Jyske Bank Boxen, Herning Játékvezetők: Antić, Jakovljević (SRB) |
| 2020. december 10. 18:15 | Despotović 7 | (13–13)     | három játékos 4 | Jyske Bank Boxen, Herning Játékvezetők: Antić, Jakovljević (SRB) |
| 2020. december 10. 18:15 | 3× 1×        | Jegyzőkönyv | 3× 1×           | Jyske Bank Boxen, Herning Játékvezetők: Antić, Jakovljević (SRB) |

| 2020. december 10. 20:30 | Franciaország | 26–25       | Spanyolország | Jyske Bank Boxen, Herning Játékvezetők: Lidacka, Lesiak (POL) |
| 2020. december 10. 20:30 | Lacrabère 5   | (16–10)     | Martín 9      | Jyske Bank Boxen, Herning Játékvezetők: Lidacka, Lesiak (POL) |
| 2020. december 10. 20:30 | 3× 1×         | Jegyzőkönyv | 3× 1×         | Jyske Bank Boxen, Herning Játékvezetők: Lidacka, Lesiak (POL) |

| 2020. december 11. 18:15 | Franciaország               | 28–28       | Oroszország     | Jyske Bank Boxen, Herning Játékvezetők: Sá, Sá (POR) |
| 2020. december 11. 18:15 | Nze Minko, Sercien-Ugolin 5 | (16–19)     | három játékos 5 | Jyske Bank Boxen, Herning Játékvezetők: Sá, Sá (POR) |
| 2020. december 11. 18:15 | 5× 2×                       | Jegyzőkönyv | 4× 3×           | Jyske Bank Boxen, Herning Játékvezetők: Sá, Sá (POR) |

| 2020. december 11. 20:30 | Dánia      | 24–22       | Svédország        | Jyske Bank Boxen, Herning Játékvezetők: Kijauskaitė, Žalienė (LTU) |
| 2020. december 11. 20:30 | Tranborg 6 | (13–12)     | Thorleifsdóttir 4 | Jyske Bank Boxen, Herning Játékvezetők: Kijauskaitė, Žalienė (LTU) |
| 2020. december 11. 20:30 | 5× 1×      | Jegyzőkönyv | 5× 1×             | Jyske Bank Boxen, Herning Játékvezetők: Kijauskaitė, Žalienė (LTU) |

| 2020. december 13. 18:15 | Montenegró   | 31–25       | Svédország | Jyske Bank Boxen, Herning Játékvezetők: Lidacka, Lesiak (POL) |
| 2020. december 13. 18:15 | Radičević 11 | (16–10)     | Blohm 8    | Jyske Bank Boxen, Herning Játékvezetők: Lidacka, Lesiak (POL) |
| 2020. december 13. 18:15 | 3× 2×        | Jegyzőkönyv | 3×         | Jyske Bank Boxen, Herning Játékvezetők: Lidacka, Lesiak (POL) |

| 2020. december 13. 20:30 | Dánia | 34–24       | Spanyolország | Jyske Bank Boxen, Herning Játékvezetők: Năstase, Stancu (ROU) |
| 2020. december 13. 20:30 | Rej 6 | (17–10)     | Fernández 4   | Jyske Bank Boxen, Herning Játékvezetők: Năstase, Stancu (ROU) |
| 2020. december 13. 20:30 | 4×    | Jegyzőkönyv | 4×            | Jyske Bank Boxen, Herning Játékvezetők: Năstase, Stancu (ROU) |

| 2020. december 15. 16:00 | Montenegró  | 26–26       | Spanyolország | Jyske Bank Boxen, Herning Játékvezetők: Kijauskaitė, Žalienė (LTU) |
| 2020. december 15. 16:00 | Radičević 7 | (11–17)     | Pena 6        | Jyske Bank Boxen, Herning Játékvezetők: Kijauskaitė, Žalienė (LTU) |
| 2020. december 15. 16:00 | 2× 1×       | Jegyzőkönyv | 3× 1×         | Jyske Bank Boxen, Herning Játékvezetők: Kijauskaitė, Žalienė (LTU) |

| 2020. december 15. 18:15 | Franciaország | 31–25       | Svédország | Jyske Bank Boxen, Herning Játékvezetők: Antić, Jakovljević (SRB) |
| 2020. december 15. 18:15 | Nze Minko 6   | (14–14)     | Gulldén 5  | Jyske Bank Boxen, Herning Játékvezetők: Antić, Jakovljević (SRB) |
| 2020. december 15. 18:15 | 1× 1×         | Jegyzőkönyv | 1× 2×      | Jyske Bank Boxen, Herning Játékvezetők: Antić, Jakovljević (SRB) |

| 2020. december 15. 20:30 | Dánia     | 30–23       | Oroszország  | Jyske Bank Boxen, Herning Játékvezetők: Mitrović, Kažanegra (MNE) |
| 2020. december 15. 20:30 | Højlund 7 | (13–9)      | Dmitrijeva 9 | Jyske Bank Boxen, Herning Játékvezetők: Mitrović, Kažanegra (MNE) |
| 2020. december 15. 20:30 | 2×        | Jegyzőkönyv | 4×           | Jyske Bank Boxen, Herning Játékvezetők: Mitrović, Kažanegra (MNE) |

### 2. csoport
| Hely. | Csapat       | M | Gy | D | V | G+  | G–  | Gk  | P  | Továbbjutás   |
| ----- | ------------ | - | -- | - | - | --- | --- | --- | -- | ------------- |
| 1.    | Norvégia     | 5 | 5  | 0 | 0 | 170 | 114 | +56 | 10 | Elődöntők     |
| 2.    | Horvátország | 5 | 4  | 0 | 1 | 124 | 123 | +1  | 8  | Elődöntők     |
| 3.    | Hollandia    | 5 | 3  | 0 | 2 | 141 | 134 | +7  | 6  | Az 5. helyért |
| 4.    | Németország  | 5 | 2  | 0 | 3 | 124 | 137 | −13 | 4  |               |
| 5.    | Magyarország | 5 | 1  | 0 | 4 | 118 | 140 | −22 | 2  |               |
| 6.    | Románia      | 5 | 0  | 0 | 5 | 107 | 136 | −29 | 0  |               |

| 2020. december 10. 18:15 | Horvátország | 25–20       | Románia | Sydbank Aréna, Kolding Játékvezetők: Alpajdze, Berezskina (RUS) |
| 2020. december 10. 18:15 | Blažević 7   | (14–10)     | Neagu 6 | Sydbank Aréna, Kolding Játékvezetők: Alpajdze, Berezskina (RUS) |
| 2020. december 10. 18:15 | 4× 1×        | Jegyzőkönyv | 2× 1×   | Sydbank Aréna, Kolding Játékvezetők: Alpajdze, Berezskina (RUS) |

| 2020. december 10. 20:30 | Hollandia   | 25–32       | Norvégia | Sydbank Aréna, Kolding |
| 2020. december 10. 20:30 | Malestein 5 | (10–16)     | Mørk 8   | Sydbank Aréna, Kolding |
| 2020. december 10. 20:30 | 5× 4×       | Jegyzőkönyv | 2× 1×    | Sydbank Aréna, Kolding |

| 2020. december 12. 16:00 | Magyarország | 25–32       | Németország | Sydbank Aréna, Kolding Játékvezetők: Christiansen, Hansen (DEN) |
| 2020. december 12. 16:00 | Klujber 8    | (11–13)     | Bölk 5      | Sydbank Aréna, Kolding Játékvezetők: Christiansen, Hansen (DEN) |
| 2020. december 12. 16:00 | 1× 1×        | Jegyzőkönyv | 3×          | Sydbank Aréna, Kolding Játékvezetők: Christiansen, Hansen (DEN) |

| 2020. december 12. 18:15 | Horvátország | 25–36       | Norvégia  | Sydbank Aréna, Kolding Játékvezetők: Bonaventura, Bonaventura (FRA) |
| 2020. december 12. 18:15 | Mičijević 7  | (14–15)     | Reistad 7 | Sydbank Aréna, Kolding Játékvezetők: Bonaventura, Bonaventura (FRA) |
| 2020. december 12. 18:15 | 5× 1×        | Jegyzőkönyv |           | Sydbank Aréna, Kolding Játékvezetők: Bonaventura, Bonaventura (FRA) |

| 2020. december 14. 18:15 | Hollandia | 28–27       | Németország              | Sydbank Aréna, Kolding Játékvezetők: Alpajdze, Berezskina (RUS) |
| 2020. december 14. 18:15 | Abbingh 8 | (14–15)     | Behnke, Naidzinavicius 4 | Sydbank Aréna, Kolding Játékvezetők: Alpajdze, Berezskina (RUS) |
| 2020. december 14. 18:15 | 1×        | Jegyzőkönyv | 6× 1×                    | Sydbank Aréna, Kolding Játékvezetők: Alpajdze, Berezskina (RUS) |

| 2020. december 14. 20:30 | Magyarország | 26–24       | Románia  | Sydbank Aréna, Kolding Játékvezetők: Mitrović, Kažanegra (MNE) |
| 2020. december 14. 20:30 | Schatzl 7    | (13–14)     | Ostase 8 | Sydbank Aréna, Kolding Játékvezetők: Mitrović, Kažanegra (MNE) |
| 2020. december 14. 20:30 | 2× 1×        | Jegyzőkönyv | 3×       | Sydbank Aréna, Kolding Játékvezetők: Mitrović, Kažanegra (MNE) |

| 2020. december 15. 16:00 | Hollandia      | 35–24       | Románia | Sydbank Aréna, Kolding Játékvezetők: Sá, Sá (POR) |
| 2020. december 15. 16:00 | van Wetering 8 | (16–12)     | Laslo 7 | Sydbank Aréna, Kolding Játékvezetők: Sá, Sá (POR) |
| 2020. december 15. 16:00 | 3× 1×          | Jegyzőkönyv | 1× 2×   | Sydbank Aréna, Kolding Játékvezetők: Sá, Sá (POR) |

| 2020. december 15. 18:15 | Horvátország | 23–20       | Németország | Sydbank Aréna, Kolding Játékvezetők: Christiansen, Hansen (DEN) |
| 2020. december 15. 18:15 | Debelić 6    | (12–12)     | Maidhof 9   | Sydbank Aréna, Kolding Játékvezetők: Christiansen, Hansen (DEN) |
| 2020. december 15. 18:15 | 5× 1×        | Jegyzőkönyv | 5× 1×       | Sydbank Aréna, Kolding Játékvezetők: Christiansen, Hansen (DEN) |

| 2020. december 15. 20:30 | Magyarország | 21–32       | Norvégia | Sydbank Aréna, Kolding Játékvezetők: Christidi, Papamattheou (GRE) |
| 2020. december 15. 20:30 | Kovacsics 7  | (9–17)      | Mørk 7   | Sydbank Aréna, Kolding Játékvezetők: Christidi, Papamattheou (GRE) |
| 2020. december 15. 20:30 | 3×           | Jegyzőkönyv | 1×       | Sydbank Aréna, Kolding Játékvezetők: Christidi, Papamattheou (GRE) |

## Helyosztók
A helyosztókon döntetlen esetén 2x5 perces hosszabbítás következik. Ha a hosszabbítás után is döntetlen az állás, akkor újabb 2x5 perc hosszabbítás következik. Ha ezt követően is döntetlen az állás, akkor hétméteresek döntenek.

### Elődöntők
| 2020. december 18. 18:00 | Franciaország  | 30–19       | Horvátország    | Trondheim Spektrum, Trondheim Játékvezetők: Christiansen, Hansen (DEN) |
| 2020. december 18. 18:00 | négy játékos 4 | (15–5)      | három játékos 3 | Trondheim Spektrum, Trondheim Játékvezetők: Christiansen, Hansen (DEN) |
| 2020. december 18. 18:00 | 1×             | Jegyzőkönyv | 2× 1×           | Trondheim Spektrum, Trondheim Játékvezetők: Christiansen, Hansen (DEN) |

| 2020. december 18. 20:30 | Norvégia | 27–24       | Dánia | Trondheim Spektrum, Trondheim Játékvezetők: Năstase, Stancu (ROU) |
| 2020. december 18. 20:30 | Mørk 6   | (10–13)     | Rej 7 | Trondheim Spektrum, Trondheim Játékvezetők: Năstase, Stancu (ROU) |
| 2020. december 18. 20:30 | 1× 1×    | Jegyzőkönyv | 3× 2× | Trondheim Spektrum, Trondheim Játékvezetők: Năstase, Stancu (ROU) |

### Az 5. helyért
| 2020. december 18. 15:30 | Oroszország | 33–27       | Hollandia  | Trondheim Spektrum, Trondheim Játékvezetők: Sá, Sá (POR) |
| 2020. december 18. 15:30 | Vegyjohina  | (18–13)     | Abbingh 10 | Trondheim Spektrum, Trondheim Játékvezetők: Sá, Sá (POR) |
| 2020. december 18. 15:30 | 3× 2×       | Jegyzőkönyv | 3× 2×      | Trondheim Spektrum, Trondheim Játékvezetők: Sá, Sá (POR) |

### Bronzmérkőzés
| 2020. december 20. 15:30 | Horvátország     | 25–19       | Dánia                    | Trondheim Spektrum, Trondheim Játékvezetők: Mitrović, Kažanegra (MNE) |
| 2020. december 20. 15:30 | Ježić, Posavec 5 | (11–11)     | A. M. Hansen, Tranborg 4 | Trondheim Spektrum, Trondheim Játékvezetők: Mitrović, Kažanegra (MNE) |
| 2020. december 20. 15:30 | 1× 1×            | Jegyzőkönyv | 2× 1×                    | Trondheim Spektrum, Trondheim Játékvezetők: Mitrović, Kažanegra (MNE) |

### Döntő
| 2020. december 20. 18:00 | Franciaország | 20–22       | Norvégia        | Trondheim Spektrum, Trondheim Játékvezetők: Alpajdze, Berezskina (RUS) |
| 2020. december 20. 18:00 | Foppa 5       | (10–14)     | három játékos 4 | Trondheim Spektrum, Trondheim Játékvezetők: Alpajdze, Berezskina (RUS) |
| 2020. december 20. 18:00 | 3×            | Jegyzőkönyv | 3×              | Trondheim Spektrum, Trondheim Játékvezetők: Alpajdze, Berezskina (RUS) |

| A 2020-as női kézilabda-Európa-bajnokság győztese |
| ------------------------------------------------- |
| · Norvégia · 8. cím                               |

## Végeredmény
|  | Kijutott a 2021-es világbajnokságra |

| Helyezés | Nemzet        |
| -------- | ------------- |
| Arany    | Norvégia      |
| Ezüst    | Franciaország |
| Bronz    | Horvátország  |
| 4.       | Dánia         |
| 5.       | Oroszország   |
| 6.       | Hollandia     |
| 7.       | Németország   |
| 8.       | Montenegró    |
| 9.       | Spanyolország |
| 10.      | Magyarország  |
| 11.      | Svédország    |
| 12.      | Románia       |
| 13.      | Szerbia       |
| 14.      | Lengyelország |
| 15.      | Csehország    |
| 16.      | Szlovénia     |

## All Star-csapat
A torna legjobbjaiból álló csapat névsorát 2020. december 20-án tette közzé az EHF.
| Poszt      | Játékos                |
| ---------- | ---------------------- |
| Kapus      | Sandra Toft            |
| Balszélső  | Camilla Herrem         |
| Balátlövő  | Vladlena Bobrovnyikova |
| Irányító   | Stine Bredal Oftedal   |
| Jobbátlövő | Nora Mørk              |
| Jobbszélső | Jovanka Radičević      |
| Beálló     | Ana Debelić            |
| Védő       | Line Haugsted          |
| MVP        | Estelle Nze Minko      |

## Statisztika
| Helyezés | Név                  | Gól | Lövés | %  |
| -------- | -------------------- | --- | ----- | -- |
| 1        | Nora Mørk            | 52  | 70    | 74 |
| 2        | Jovanka Radičević    | 39  | 58    | 67 |
| 3        | Lois Abbingh         | 35  | 67    | 52 |
| 3        | Ćamila Mičijević     | 35  | 67    | 52 |
| 5        | Mia Rej              | 33  | 49    | 67 |
| 5        | Camilla Herrem       | 33  | 47    | 70 |
| 7        | Carmen Martín        | 32  | 45    | 71 |
| 8        | Alexandra Lacrabère  | 31  | 45    | 69 |
| 8        | Stine Bredal Oftedal | 31  | 59    | 53 |
| 10       | Klujber Katrin       | 30  | 52    | 58 |

| Helyezés | Név               | %  | Védés | Kapott lövés |
| -------- | ----------------- | -- | ----- | ------------ |
| 1        | Silje Solberg     | 41 | 36    | 88           |
| 2        | Cléopâtre Darleux | 38 | 41    | 107          |
| 2        | Branka Zec        | 38 | 13    | 34           |
| 2        | Katrine Lunde     | 38 | 45    | 119          |
| 5        | Petra Kudláčková  | 36 | 42    | 116          |
| 5        | Tea Pijević       | 36 | 79    | 221          |
| 7        | Sandra Toft       | 35 | 75    | 214          |
| 7        | Althea Reinhardt  | 35 | 24    | 69           |
| 9        | Denisa Dedu       | 34 | 30    | 87           |
| 10       | Iulia Dumanska    | 32 | 34    | 105          |
| 10       | Amandine Leynaud  | 32 | 50    | 157          |